# Dubrava Samoborska
Dubrava Samoborska – wieś w Chorwacji, w żupanii zagrzebskiej, w mieście Samobor. W 2011 roku liczyła 244 mieszkańców.